# Château de Fumichon
Le château de Fumichon est une demeure qui se dresse sur le territoire de la commune française de Fumichon dans le département du Calvados, en région Normandie. L'édifice est inscrit au titre des monuments historiques.

## Localisation
Le château est situé à 700 m au sud de la commune de Fumichon, dans le département français du Calvados.

## Historique
Les terres étaient aux XIIe et XIIIe siècles la possession de la famille de Fumichon, et au XVe siècle, le domaine est la propriété de la famille de Longchamp.
En 1562, Guy de Longchamp et après lui son fils, Jean de Fumichon, furent seigneurs du lieu et gouverneur de Lisieux.
C'est à Jean, ardent ligueur, rallié à Henri IV et pardonné, et peut être aussi à son père, que l'on doit la construction du château. Marie de Longchamp, fille de Jean, qui hérite, fait passer le domaine à la famille de Rabodanges à la suite de son mariage en 1635 avec Louis de Rabodanges, et dont la famille le conservera jusqu'en 1733. À cette date il est acquis par Jean-Marie Herment, mort jeune, âgé de 27 ans. En 1739, il est entre les mains de sa sœur, Jeanne-Anne Herment qui en 1741 épouse Jean du Houlley.
Par alliance, le domaine passe à la famille de Loynes. Claude de Loynes de Mazères, baron de Fumichon conservera les terres et le château jusqu'en 1816. Après être passé entre plusieurs mains, il est vers 1870, la propriété de la famille Mery-Samson.

## Description
Le château de Fumichon, contemporain de celui d'Ouilly-du-Houley bâti également par Jean de Longchamp, se présente comme une grosse demeure de plaine. Les fossés ont été supprimés au XVIIIe siècle, par Jean-Marie Herment. Le corps de logis, en partie reconstruit sous Louis-Philippe, détonne un peu au milieu de l'ensemble construit en brique et pierre.
En 1816, dans l'affiche de vente, il est indiqué que la châtellenie comprend six fermes « y compris deux moulins à blé, la rivière et les bois qui jouxtent… cent trente-neuf hectares ; treize à quatorze mille pieds d'arbres fruitiers ».

## Protection
Le château est inscrit au titre des monuments historiques par arrêté du 19 janvier 1927.